# Бірліцький сільський округ (Мактааральський район)
Бірлі́цький сільський округ (каз. Бірлік ауылдық округі, рос. Бирликский сельский округ) — адміністративна одиниця у складі Мактааральського району Туркестанської області Казахстану. Адміністративний центр — село Кудайберген Пернебаєв.
Населення — 8868 осіб (2021; 9576 у 2009, 8070 у 1999, 6583 у 1989).
Станом на 1989 рік існувала Бірліцька сільська рада (села Алгабас, Єркінабад, Жанаталап, Конрад, Ленінжоли, Соцкурилис). 1993 року на базі сільської ради було утворено два сільських округи — Алгабаський сільський округ (села Алгабас, Єркінабад, Табисти) та Ленінжольський сільський округ (села Жанаталап, Конират, Ленінжоли). 1997 року вони були об'єднані, однак пізніше розділені, і знову об'єднані 2011 року. 2023 року до складу Ільїчівської селищної адміністрації передано 0,06 км² Бірліцького сільського округу.

## Склад
До складу округу входять такі населені пункти:
| Населений пункт             | Колишні назви | Населення, осіб (1989) | Населення, осіб (1999) | Населення, осіб (2009) | Населення, осіб (2021) |
| --------------------------- | ------------- | ---------------------- | ---------------------- | ---------------------- | ---------------------- |
| Алгабас, село               | -             | 1412                   | 1777                   | 1878                   | 1764                   |
| Єркінабад, село             | -             | 457                    | 538                    | 788                    | 647                    |
| Конират, село               | Конрад        | 1513                   | 1671                   | 2061                   | 1931                   |
| Кудайберген Пернебаєв, село | Ленінжоли     | 2035                   | 1520                   | 1493                   | 1766                   |
| Оркенієт, село              | Жанаталап     | 83                     | 1162                   | 1567                   | 1193                   |
| Табисти, село               | Соцкурилис    | 1083                   | 1402                   | 1789                   | 1567                   |